# دهستان رودبار (رودبار جنوب)
دهستان رودبار، یکی از دهستان‌های بخش مرکزی شهرستان رودبار جنوب در استان کرمان ایران است. مرکز این دهستان، روستای پیروزآباد است.

## جمعیت
بر پایه سرشماری عمومی نفوس و مسکن در سال ۱۳۹۵، جمعیت دهستان رودبار برابر با ۱۴٬۲۱۳ نفر بوده است.